# Церква Святого Апостола і Євангеліста Луки (Ордів)
Церква Святого Апостола і Євангеліста Луки — діюча греко-католицька церква у селі Ордів на Радехівщині. Парафія належить до Радехівського деканату Сокальсько-Жовківської єпархії УГКЦ.

## Історія
Церква Святого Апостола і Євангеліста Луки збудована 1845 року парафіянами с. Ордів. Матірна парафія містилася в с. Сушно. Кожної четвертої неділі приїжджав священик та відправляв богослужіння. 
На парафії служили священики: о. Гарух, о. Мельник, о. Білик, о. Ярослав Ступінський, о. Пиріг, о. Василь Гнатів, о. Іван Пігура (1994—1996), о. Андрій Щепан (1996—1999), о. Іван Пігура (1999 по нині). 
У 1962 році храм закрили, а вірні ходили до парафіяльної церкви в с. Сушно. 
20 серпня 1989 року церкву Святого Апостола і Євангеліста Луки відкрили та почали проводи зовнішні ремонтні роботи: перекриття даху, покриття зовнішніх стін дерев'яним ґонтом. 

## Архітектура
За конструкцією церква двозрубна (нава і бабинець об'єднані), триверха, на бетонному фундаменті. На довжину вівтаря з півночі прибудована ризниця, накрита півкруглим дахом. Такої ж форми накриття є над великим присінком на ширину бабинця. У його стінах зробили два входи до церкви.
З півночі та півдня церква має опасання на дерев'яних стовпах — це все, що залишилося від попереднього вигляду церкви. Її стіни повністю горизонтально покрили обрізками дерева півкруглої форми, карнизи зашалювали дерев'яною вагонкою. Можна припустити, що перед ремонтом конструкція церкви була трохи іншою.
Над навою є світловий восьмерик, накритий низькою банею з ліхтарем та маківкою. Подібне завершення існує над вівтарем і бабинцем з тією різницею, що тут восьмерики менших розмірів і дуже низькі.